# One Day International

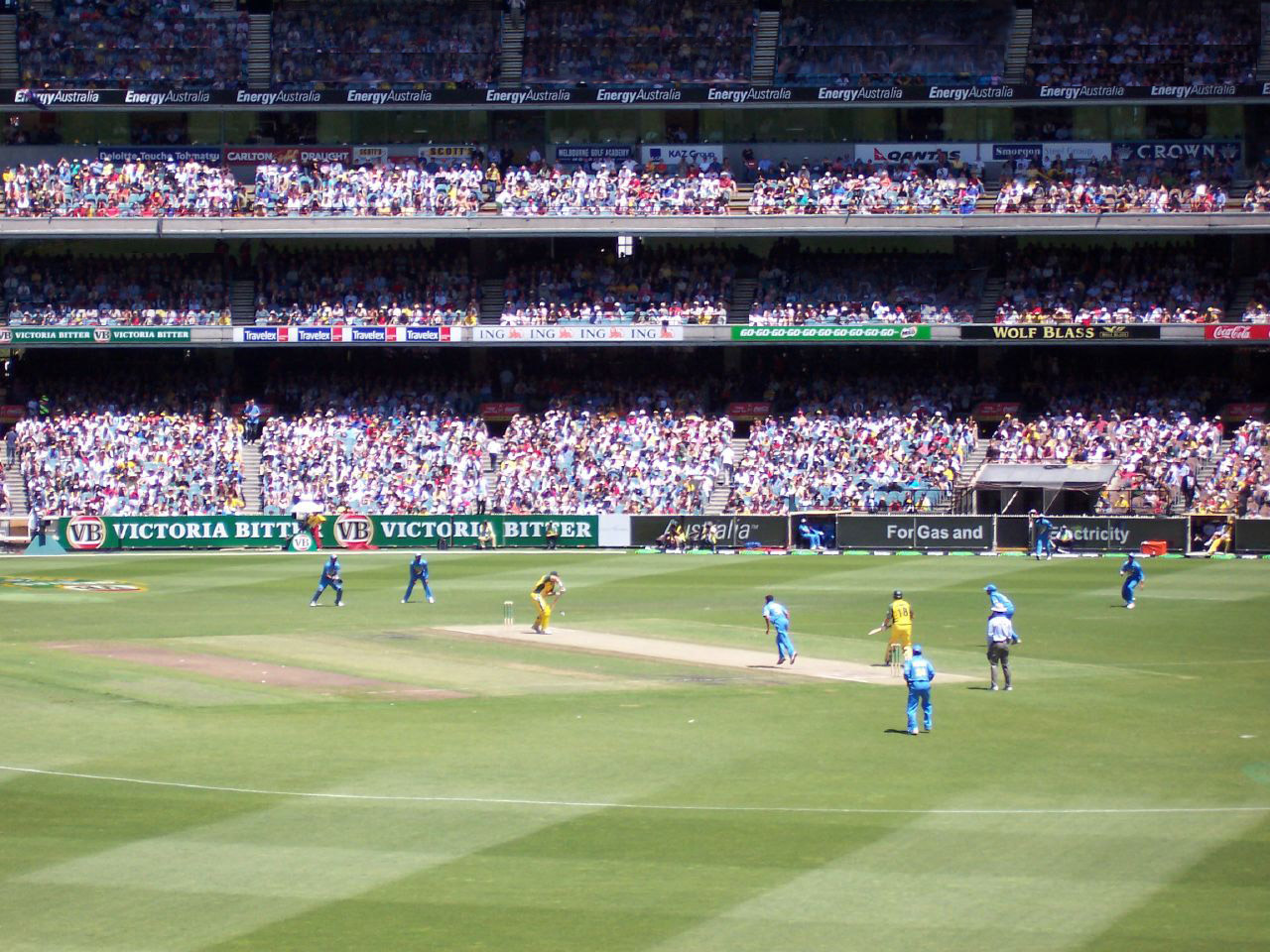
Una partita di ODI tra Australia e India

Lo One Day International (ODI) è una delle principali formule di gioco del cricket. Fa parte della tipologia detta Limited Overs, ovvero partite che prevedono un limite di overs per ogni innings, ed è la più prestigiosa forma delle partite List A.

## Storia
Questa tipologia di partita è stata introdotta ufficialmente il 5 gennaio 1971 (sebbene si fossero già disputate alcune partite non ufficiali) in occasione del tour della selezione inglese in Australia valevole per le Ashes. L'introduzione è avvenuta poiché i primi quattro giorni di gara del terzo test match furono cancellati per pioggia, pertanto le due squadre si accordarono per disputare una partita di un solo giorno.
Nel corso di pochi anni la formula ODI è diventata estremamente popolare visto che offriva la possibilità di concludere un incontro in un solo giorno, al punto che nel 1975 fu finalmente possibile organizzare la prima coppa del mondo di cricket.
Attualmente gli ODI sono previsti in tutti i tour delle nazioni full memberd, e possono essere giocati anche da alcune squadre che non possiedono il Test status.

## Regole
Una partita di ODI cricket coinvolge due squadre, ognuna delle quali ha a disposizione un solo inning di battuta e di conseguenza un solo inning di lancio, la durata massima per ogni inning è di 50 overs (ovvero 50 sequenze di 6 lanci validi). Inizialmente la durata degli innings era prevista in 60 overs ma in seguito fu accorciata. Le regole riguardanti le eliminazioni sono le stesse del cricket tradizionale.
A differenza dei Test match in cui un lanciatore può lanciare per un numero indefinito di overs, con l'unica condizione che questi non siano consecutivi, negli ODI ogni lanciatore può lanciare per un massimo del 20% della durata dell'inning, ovvero 10 overs.
Essendo meno legati alla tradizione ai giocatori è concesso indossare divise con i colori del loro team e con il nome impresso sulla schiena, a differenza del Test cricket in cui vige rigorosamente ed esclusivamente il colore bianco. Questo ha portato le squadre nazionali a poter trasferire sulla maglia i colori tradizionali tipici delle squadre nazionali degli altri sport, per esempio l'Australia veste giallo e verde, l'Inghilterra veste blu scuro e rosso, la Nuova Zelanda veste di nero, ecc. La palla che viene utilizzata è uguale a quella del Test cricket per peso e consistenza ma è sempre di colore bianco e non di colore rosso-marrone.